# Guldbaggen för bästa maskdesign
Guldbaggen för bästa maskdesign har delats ut sedan den 47:e galan, Guldbaggegalan 2012. Fram till och med 2021 års guldbaggegala kallades priset Bästa mask/smink).
Priset föregicks av Guldbaggen för särskilda insatser, som slopades inför 2012 års gala i och med införandet av sammanlagt sju nya kategorier.

## Vinnare och nominerade
Vinnarna i listan nedan presenteras överst i fetstil och gul färg, och övriga nominerade för samma år följer under. Året avser det år som filmerna hade premiär i Sverige, varpå de tilldelades priset på galan i början av året därpå.

### Tidiga pristagare
För åren 2000 till 2010 delades Guldbaggen för bästa prestation (t.o.m. 2006) och Guldbaggen för särskilda insatser (fr.o.m. 2007), ut till filmarbetare i yrken som saknade egna kategorier, inklusive maskörer. Ingen maskör tilldelades dock någon bagge.
Guldbaggen för kreativa insatser tilldelades dock vid ett tillfälle en maskör: Horst Stadlinger prisades för året 1996.

### 2010-talet
| År          | Film                                                  | Maskör                                              |
| ----------- | ----------------------------------------------------- | --------------------------------------------------- |
| 2011 (47:e) | Gränsen                                               | Anna-Lena Melin                                     |
| 2011 (47:e) | Kronjuvelerna                                         | Sara Klänge                                         |
| 2011 (47:e) | Simon och ekarna                                      | Linda Boije af Gennäs                               |
| 2012 (48:e) | Snabba cash II                                        | Jenny Fred                                          |
| 2012 (48:e) | Call Girl                                             | Eros Codinas                                        |
| 2012 (48:e) | Dom över död man                                      | Maria Strid Zackrisson                              |
| 2013 (49:e) | Vi är bäst!                                           | Lisa Mustafa                                        |
| 2013 (49:e) | Hundraåringen som klev ut genom fönstret och försvann | Eva von Bahr och Love Larson                        |
| 2013 (49:e) | Monica Z                                              | Eva von Bahr                                        |
| 2014 (50:e) | Gentlemen                                             | Anna Carin Lock och Anja Dahl                       |
| 2014 (50:e) | En duva satt på en gren och funderade på tillvaron    | Linda Sandberg                                      |
| 2014 (50:e) | Tjuvarnas jul – Trollkarlens dotter                   | Susanna Rafstedt                                    |
| 2015 (51:a) | En man som heter Ove                                  | Eva von Bahr och Love Larson                        |
| 2015 (51:a) | Cirkeln                                               | Jenny Fred                                          |
| 2015 (51:a) | Det vita folket                                       | Jenny Fred                                          |
| 2016 (52:a) | Jätten                                                | Eva von Bahr, Love Larson och Pia Aleborg           |
| 2016 (52:a) | Flykten till framtiden                                | Anna Carin Lock                                     |
| 2016 (52:a) | Hundraettåringen som smet från notan och försvann     | Eva von Bahr och Love Larson                        |
| 2017 (53:e) | Solsidan                                              | Petra Cabbe                                         |
| 2017 (53:e) | All Inclusive                                         | Sara Klänge                                         |
| 2017 (53:e) | The Nile Hilton Incident                              | Dorothea Wiedermann                                 |
| 2018 (54:e) | Gräns                                                 | Göran Lundström, Pamela Goldammer och Erica Spetzig |
| 2018 (54:e) | Euphoria                                              | Morna Ferguson och Orla Carroll                     |
| 2018 (54:e) | Tårtgeneralen                                         | Eva von Bahr och Love Larson                        |
| 2019 (55:e) | Quick                                                 | Anna Carin Lock                                     |
| 2019 (55:e) | Eld & lågor                                           | Madeleine Gaterud                                   |
| 2019 (55:e) | En del av mitt hjärta                                 | Jenny Fred                                          |

### 2020-talet
| År          | Film                                   | Maskör                                           |
| ----------- | -------------------------------------- | ------------------------------------------------ |
| 2020 (56:e) | Nelly Rapp – Monsteragent              | Love Larson                                      |
| 2020 (56:e) | Andra sidan                            | Daniela Krestelica, Eva von Bahr och Love Larson |
| 2020 (56:e) | Se upp för Jönssonligan                | Sara Klänge                                      |
| 2021 (57:e) | Pleasure                               | Erica Spetzig                                    |
| 2021 (57:e) | Red Dot                                | Therese Sandersson                               |
| 2021 (57:e) | Sagan om Karl-Bertil Jonssons julafton | Eros Codinas och Love Larson                     |
| 2022 (58:e) | Triangle of Sadness                    | Stefanie Gredig                                  |
| 2022 (58:e) | Bränn alla mina brev                   | Eva von Bahr                                     |
| 2022 (58:e) | Hilma                                  | Eglė Mikalauskaitė-Gricienė                      |
| 2023 (59:e) | Konferensen                            | Tove Jansson, Eva von Bahr och Love Larson       |
| 2023 (59:e) | Dogborn                                | Erika Nicklasson                                 |
| 2023 (59:e) | Paradiset brinner                      | Kaisa Pätilä                                     |
| 2024 (60:e) | Den svenska torpeden                   | Kaire Hendrikson                                 |
| 2024 (60:e) | Düsseldorf, Skåne                      | Sandra Haraldsen                                 |
| 2024 (60:e) | Jönssonligan kommer tillbaka           | Therese Sandersson                               |